# Blame It on the Bellboy
Blame It on the Bellboy (bra: Escândalos no Hotel; prt: A Culpa é do Paquete) é uma filme britano-estadunidense de 1992, escrito e dirigido por Mark Herman e estrelado por Dudley Moore, Bryan Brown, Richard Griffiths, Andreas Katsulas, Patsy Kensit, Penelope Wilton, Bronson Pinchot e Jim Carter, entre outros.
Todas as cenas externas foram filmadas na cidade de Veneza e o hotel onde se passa o enredo, é uma homenagem ao Hotel Danieli, localizado no Grande Canal da cidade italiana. Este filme foi o último trabalho do ator Lindsay Anderson.

## Sinopse
O enredo de Blame It on the Bellboy mostra uma grande confusão ocasionada pelo mensageiro do Hotel Gabrieli, que troca as correspondências de três hospedes e assim, gerando situações constrangedoras e cômicas, quando um corretor de imóveis é confundido com um matador de aluguel, um inglês, que viajou a procura de um encontro amoroso é confundido com um comprador de uma casa e o próprio matador, que aprisiona outra pessoa em vez do seu "alvo" contratado.

## Elenco
| Ator              | Personagem                   |
| ----------------- | ---------------------------- |
| Dudley Moore      | Melvyn Orton                 |
| Bryan Brown       | Mike Lorton (Charlton Black) |
| Richard Griffiths | Maurice Horton               |
| Andreas Katsulas  | Mr. Scarpa                   |
| Patsy Kensit      | Caroline Wright              |
| Alison Steadman   | Rosemary Horton              |
| Penelope Wilton   | Patricia Fulford             |
| Bronson Pinchot   | Mensageiro                   |
| Lindsay Anderson  | Mr. Marshall (somente a voz) |